# Villalba de la Lampreana
Villalba de la Lampreana es un municipio y localidad española de la provincia de Zamora, en la comunidad autónoma de Castilla y León.
El municipio, con una superficie de 28,29 km², se encuentra situado en la comarca de Tierra de Campos. Su historia está ligada a la Orden de Santiago, como atestiguan las cruces santiaguistas de su «iglesia parroquial de Nuestra Señora de la Asunción». Su término está incluido en la reserva natural de Lagunas de Villafáfila, de la que «laguna Honda» es uno de sus espacios más emblemáticos.

## Toponimia
Villalba
La primera parte del topónimo hace referencia a su condición de villa, en tanto población que contó con algún privilegio o con dimensiones suﬁcientes como para distinguirse de una puebla, sin que dicha distinción conllevara un reconocimiento del título de ciudad. Alba, por su parte, se podría referir al color claro o blanquecino de los parajes en los que cuenta con una alta concentración de sales, principalmente de cloruro sódico y magnésico. Estas han sido especialmente visibles en el estío, cuando el calor evaporaba buena parte de los humedales que forman parte de los que los lugareños denominan Las Salinas y que en la actualidad se encuentran protegidos en la reserva natural de Lagunas de Villafáfila. La explotación de sal fue aquí una notable actividad económica, cuya existencia ha sido corroborada para el periodo que va desde la Edad de Bronce y hasta el Medievo, ambos incluidos. Su explotación entró en decadencia con el auge de la sal marina que se producía y distribuía a un precio mucho más asequible.
Lampreana
Comarca situada en el centro de la provincia de Zamora, que incluye los pueblos de Manganeses, Pajares y Villalba. Actualmente se encuentran dentro de la mancomunidad de Tierra de Campos-Pan-Lampreana.
Las primeras alusiones a la comarca de la Lampreana aparece en documentos de los siglos IX y X, en los cuales hace alusión a las pausatas in Lampreana (salinas en Lampreana) en el documento de una compra que realizó el monasterio de Sahagún a Alarico y a su hermana Fradegundia en el año 936. (cfr. Studia Zamorensia, pág. 32, segunda etapa volumen IV, UNED Zamora 1977.) Esta Lampreana se encuentra en las inmediaciones de Revellinos y Villafáfila.
Hay dos hipótesis sobre el origen de este nombre. La primera teoría se deriva de la etimología en íbero de la palabra lampreana que significaría río Lampre. De hecho se cree que en la zona hubo repoblaciones ilirias. La segunda, y más aceptada hipótesis, se relaciona con la utilización de las lagunas salinas existentes en esta zona para la cría de lamprea. Como asegura Jesús Torbado en Tierra mal bautizada: «La Lampreana fue antigua e ilustre laguna, producto también del [río] Salado, cuyas desaparecidas fronteras enmarcan hoy los pueblos de Villarrín, Manganeses, Pajares y Villalba. En la laguna, los monjes de Sahagún criaban peces y lampreas cilíndricas, lisas, viscosas y puntiagudas, con las que abaste-cían sus cuaresmales refectorios». En la página web de A.d.r.i. Palomares dedicada a Manganeses de la Lampreana se dice:«En 1914 escribía Ismael Calvo Madroño: “...allá por donde se arrastra el Salado hay una región que se designa con el nombre de Lampreana. Porque en aquellas aguas los monjes del famoso Monasterio de Sahagún (León) establecieron viveros de peces, explotando principalmente las buenas condiciones que, para criar lampreas, tenían aquellos depósitos y corrientes de agua. De ahí su nombre...”». Las lampreas eran muy apreciadas antiguamente. Según Cela en Madera de boj: «la lamprea es un manjar de dioses, pero tiene mala prensa porque come muertos».

## Geografía
Ubicación
La localidad está situada a una altitud de 679 m s. n. m. Su término está incluido en la reserva natural de Lagunas de Villafáfila, siendo la «laguna Honda» una de las formaciones lagunares del citado espacio natural protegido.
| Noroeste: Villarrín de Campos     | Norte: Villarrín de Campos | Noreste: Villafáfila              |
| Oeste: Manganeses de la Lampreana |                            | Este: Cañizo                      |
| Suroeste: Pajares de la Lampreana | Sur: Arquillinos           | Sureste: Castronuevo de los Arcos |

## Historia

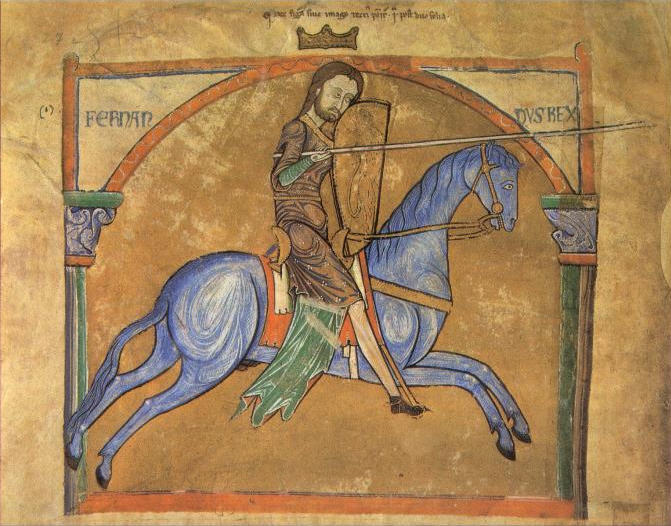
Fernando II de León otorgó en 1172 el alfoz de Castrotorafe a la Orden de Santiago, pasando a depender así Villalba de la orden santiaguista

Villalba de la Lampreana perteneció, como otras localidades cercanas, al señorío de Castrotorafe, que en 1172 fue donado por el rey Fernando II de León a la Orden de Santiago, naciendo así la Encomienda de Castrotorafe de dicha orden.
Debido a esta pertenencia a la orden santiaguista desde el siglo XII, eclesiásticamente Villalba de la Lampreana quedó encuadrado en la diócesis de León de Santiago o Priorato de San Marcos de León (que agrupaba los territorios leoneses de dicha Orden), hasta que la bula «Quo Gravius», promulgada el 14 de julio de 1873, acordó la disolución de las órdenes militares, hecho que posibilitó la integración de la localidad en la Diócesis de Zamora.
Ya en el siglo XIX, la división territorial de España en 1833 encuadró a Villalba en la provincia de Zamora, dentro de la Región Leonesa, la cual, como todas las regiones españolas de la época, carecía de competencias administrativas. Tras la constitución de 1978, este municipio pasó a formar parte en 1983 de la comunidad autónoma de Castilla y León, en tanto que pertenecían a la provincia de Zamora.

## Geografía humana

### Demografía
Cuenta con una población de 212 habitantes (INE 2024).
| Gráfica de evolución demográfica de Villalba de la Lampreana entre 1842 y 2021                                        |
| |
| Población de derecho según los censos de población del INE. Población de hecho según los censos de población del INE. |

## Símbolos
El escudo heráldico y la bandera que representan al municipio fueron aprobados oficialmente mediante acuerdo municipal el 8 de octubre de 2002. El escudo se blasona de la siguiente manera:

«Escudo partido y medio cortado. 1.º de azur, villa de plata sobre ondas de azur y plata, cargada la onda de plata con lamprea de sable. 2.º de plata, Cruz de Santiago de gules. 3.º de gules, torre de iglesia de plata, al timbre Corona Real cerrada.»
Boletín Oficial de Castilla y León nº 212 de 31 de octubre de 2002

La descripción de la bandera es la siguiente:

«Bandera rectangular de proporciones 2:3, formada por cruz completa roja fileteada de blanco y cantonada de azul con una lamprea blanca.»
Boletín Oficial de Castilla y León nº 212 de 31 de octubre de 2002

## Patrimonio

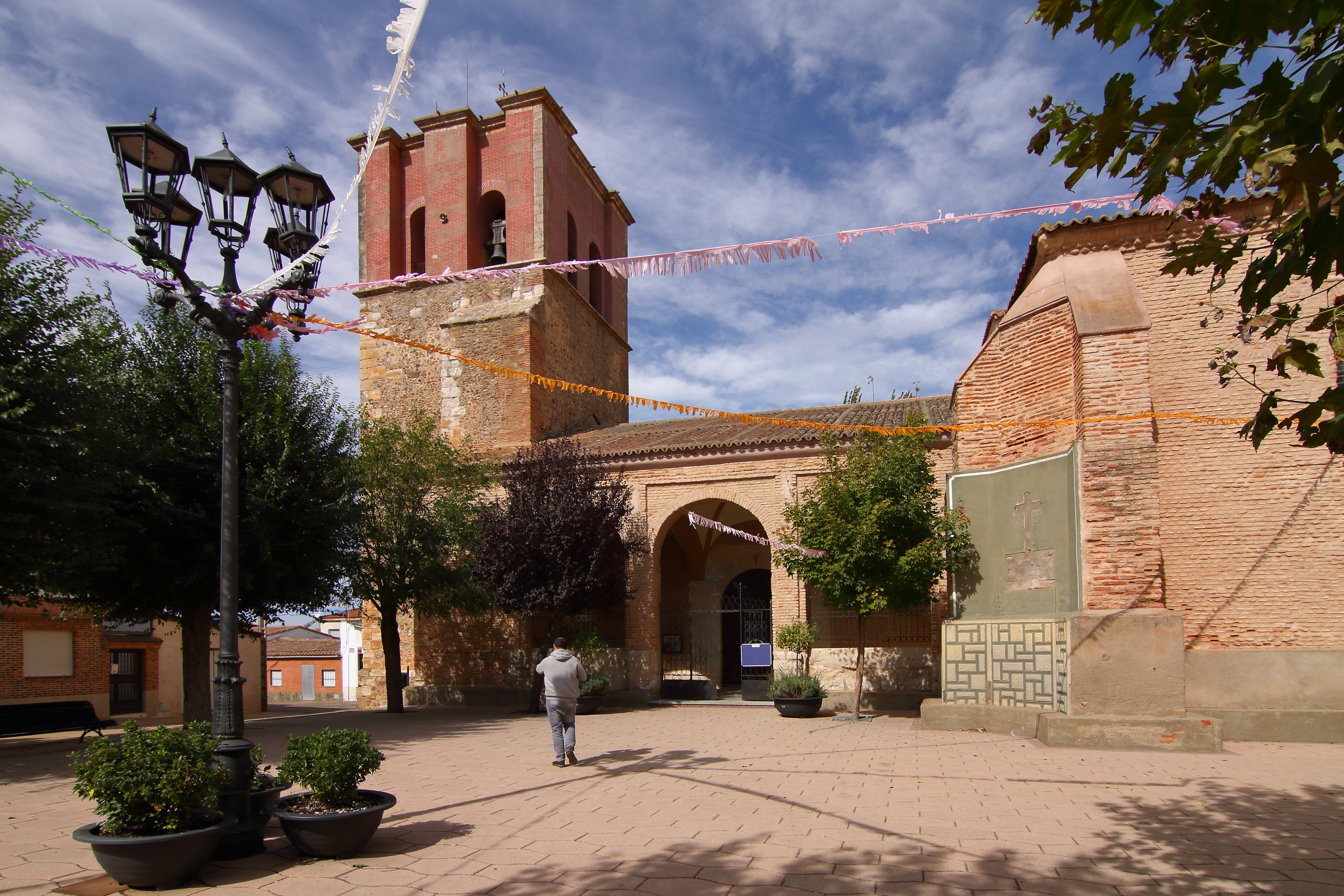
Iglesia de la Asunción de Ntra. Sra. de la Asunción

- Iglesia parroquial de Nuestra Señora de la Asunción. Históricamente vinculada a San Marcos, constituida por la Orden de Santiago, son aún apreciables las cruces santiaguistas que confirman su pasado. En su interior destaca un retablo renacentista de 1536. Asimismo, destacan su vigorosa torre cuadrada, con remate en ladrillo, y el coro del siglo XVI, realizado de suelo y viga de artesonado con florones entallados. Posee retablos laterales muy interesantes.

- Palomares. Cabe destacar el palomar que se sitúa 700 metros antes de la entrada a la localidad desde Zamora, ubicado entre la carretera y el río Salado, considerado uno de los más bellos de la provincia.

## Fiestas
Las principales fiestas de Villalba son San Antón (17 de enero), Las Candelas (2 de febrero), Santa Águeda (5 de febrero), Santa Filomena (19 de febrero), Santiago Apóstol (25 de julio) y la Virgen de la Asunción (15 de agosto).